# فولفغانغ فورستر
فولفغانغ فورستر (بالألمانية: Wolfgang Foerster)‏ هو مؤرخ عسكري ألماني، ولد في 4 أغسطس 1875 في فروتسواف في بولندا، وتوفي في 14 أكتوبر 1963 في إيكينغ في ألمانيا.